# Youka Nitta
Youka Nitta (新田 祐克 Nitta Yōka?,  Prefectura de Fukui, Japón, 8 de marzo de 1971) es una mangaka japonesa, especializada en la creación de mangas de género yaoi.

## Biografía
Nitta nació el 8 de marzo de 1971 en la prefectura de Fukui, Japón. Desde su infancia era fanática del manga, pero no incursionaría en el área del manga yaoi hasta que una vecina le introdujo a este cuando cursaba su quinto año de secundaria. Su primer trabajo, GROUPIE, fue publicado por la editorial Biblos en 1997. Nitta ha dicho que cree que los personajes no siempre deben seguir el estereotipado rol de "seme" o "uke" (es decir, el rol dominante o pasivo durante una relación sexual), e incluso una de sus obras, Haru wo Daiteita, es considerada como el primer manga yaoi que estuvo disponible en inglés que presenta una pareja "versátil". En 2002, Nitta asistió a la Yaoi-Con y a la New York Comic Con de 2006.
En julio de 2008, Nitta se vio envuelta en un escándalo tras darse a conocer que había infringido los derechos de autor de un anuncio publicitario de una revista al usarlo como portada para el capítulo 49 de Haru wo Daiteita. Tanto Nitta como su editor se disculparon por lo sucedido. Como resultado, el capítulo fue extraído de la próxima edición de Be x Boy Gold, Nitta se negó a asistir a la Yaoi-Con de ese año y Libre eliminó menciones de ella y su trabajo de su sitio web, con Nitta anunciando que dejaría de trabajar como mangaka. Sin embargo, la empresa publicitaria que creó el anuncio, Diesel, declaró que considera el uso de Nitta de su anuncio como "un tributo". Más adelante, Nitta volvería a retomar su trabajo como mangaka.
El 5 de septiembre de 2012, Nitta se sometió a una cirugía ocular. Aunque el nombre de su enfermedad no se hizo público, si se reveló que dicha enfermedad estaba empeorando e incluso Nitta misma admitió que pensó que tendría que "continuar trabajando con un ojo". Sin embargo, la cirugía fue un éxito y su ojo mejoró.

## Obras
- Groupie (1997), 1 volumen
- When a Man Loves a Man Series (1997), 9 volúmenes
- White Bran (1998), 1 volumen
- Give Me Something Delicious To Eat! (1998), 2 volúmenes
- Haru wo Daiteita (1999-2009), 14 volúmenes
- Casino Lilly (1999), 1 volumen
- 17 Guyz (2000), 1 volumen
- Kiss of Fire (2004), libro de arte de Haru wo Daiteita, 1 volumen
- My Voice (2004), 3 volúmenes
- Un Carnet de Bal (2006), 1 volumen
- His Excellency the Foreign Minister's Secrets (2006), 2 volúmenes
- Otodama - Ghost Sound (2007), 2 volúmenes
- Kiss Ariki (2010-14), 3 volúmenes